# Paul Scheerbart

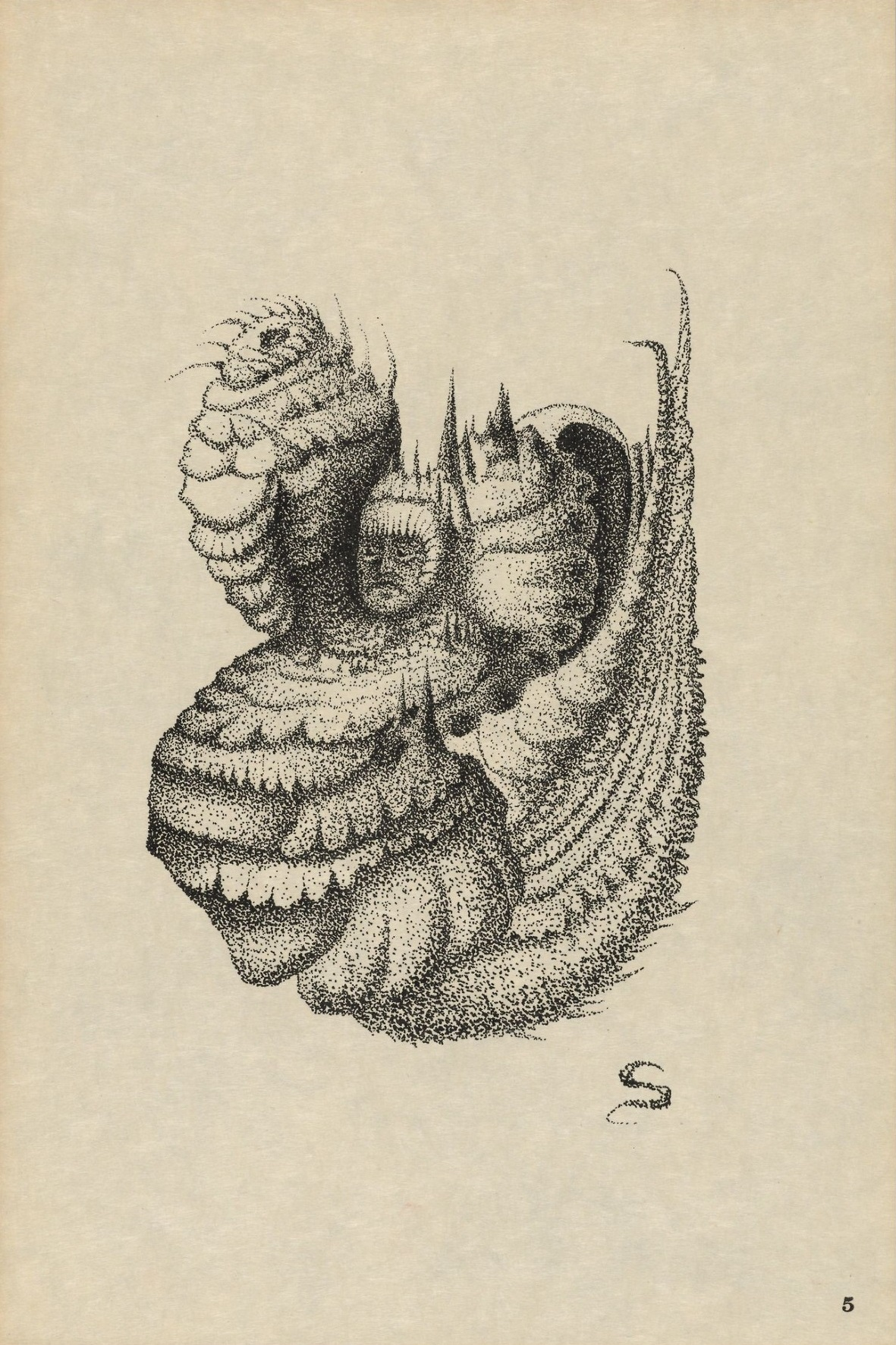
Ilustracja z Jenseits-Galeri, 1907

Paul Karl Wilhelm Scheerbart (ur. 8 stycznia 1863 w Gdańsku, zm. 15 października 1915 w Berlinie) – niemiecki pisarz i rysownik. Publikował również pod pseudonimem „Kuno Küfer”. Jednym z jego najbardziej znanych utworów jest Glasarchitektur (1914). 

## Życiorys
Paul Scheerbart studiował filozofię i historię sztuki od 1885 roku. W 1887 działał jako poeta w Berlinie i pracował nad wynalezieniem perpetuum mobile. W 1892 był jednym z założycieli Verlag deutscher Phantasten (Wydawnictwo Niemieckich Marzycieli). 
W tym czasie Scheerbart był w trudnej sytuacji finansowej. Po ogłoszeniu drukiem kilku różnych publikacji wydał swoją pierwszą powieść, Die große Revolution nakładem Insel-Verlag. Ernst Rowohlt opublikował zbiór poezji Scheerbarta Katerpoesie i został jego przyjacielem. 
Był związany z architekturą ekspresjonistyczną i Brunonem Tautem. Ułożył wierszowane aforyzmy o szkle na wystawę Werkbund Exhibition (1914). Fantastyczne eseje Scheerbarta o szklanej architekturze zainspirowały architektów, w tym Brunona Tauta. Wśród jego berlińskich znajomych był Erich Mühsam, który poświęcił Scheerbartowi rozdział w swojej biografii Unpolitische Erinnerungen. Scheerbart przyjaźnił się też z Richardem Dehmelem. Miał duży wpływ na Waltera Benjamina, którzy przywołał jego pomysły w swoim projekcie Pasaże.

## Twórczość
- Das Paradies. Die Heimat der Kunst  (1889)
- Ja... was... möchten wir nicht Alles! (1893)
- Ich liebe Dich! (1897)
- Tarub, Bagdads berühmte Köchin (1897)
- Der Tod der Barmekiden (1897)
- Na prost! (1898)
- Die wilde Jagd (1900)
- Rakkóx der Billionär (1901)
- Die Seeschlange (1901)
- Die große Revolution (1902)
- Immer mutig! (1902)
- Liwûna und Kaidôh (1902)
- Weltglanz (1902)
- Kometentanz (1903)
- Der Aufgang zur Sonne (1903)
- Der Kaiser von Utopia (1904)
- Machtspäße (1904)
- Revolutionäre Theater-Bibliothek (1904)
- Münchhausen und Clarissa (1906)
- Jenseits-Galeri (1907)
- Die Entwicklung des Luftmilitarismus und die Auflösung der europäischen Land-Heere, Festungen und Seeflotten (1909)
- Kater-Poesie (1909)
- Das Perpetuum mobile (1910)
- Das große Licht (1912)
- Flora Mohr (1912)
- Lesabéndio (1913)
- Das graue Tuch und zehn Prozent Weiß (1914)
- Glasarchitektur  (1914)
- Von Zimmer zu Zimmer (1921)